# Ivan Fedorov (homme politique)
Pour les articles homonymes, voir Fedorov.
Ivan Fedorov (en ukrainien : Іван Сергійович Федоров), né le 29 août 1988, est un homme politique ukrainien, maire de la ville de Melitopol dans l'oblast de Zaporijjia, en Ukraine de 2020 à 2024 puis gouverneur de l'oblast de Zaporijjia depuis le 2 février 2024.

## Biographie

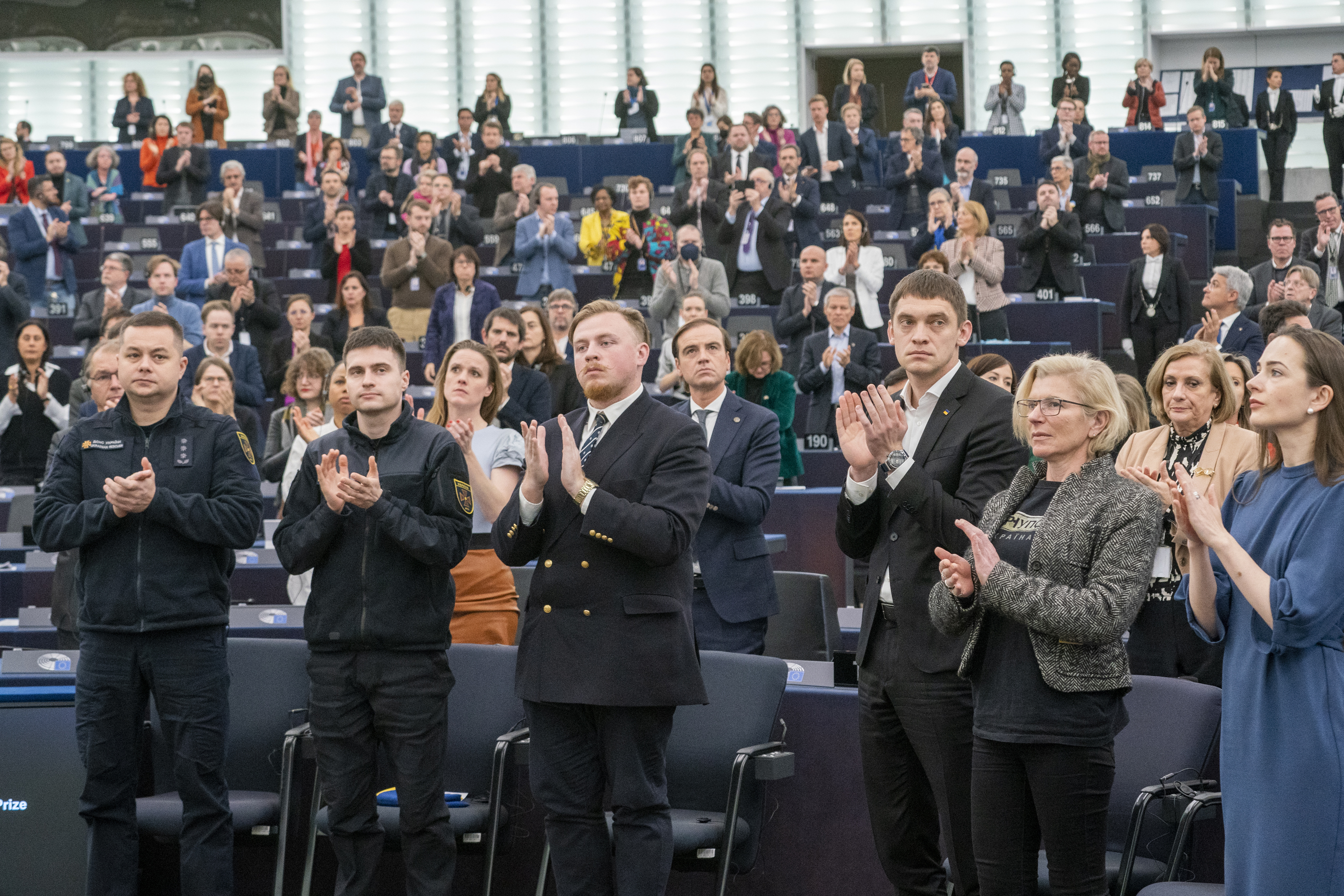
Pour le Prix Sakharov en 2022 avec Oleksandra Matviïtchouk, Youlia Païevska.

### Jeunesse
Il est diplômé de l'institut polytechnique de Kiev.

### Maire de Melitopol
Ivan Fedorov est élu maire de Melitopol en octobre 2020.
Le 6 mars 2022, Volodymyr Zelensky décore Ivan Fedorov de l'insigne de 3e classe de l'ordre « pour le Courage » en raison de sa contribution personnelle significative à la protection de la souveraineté de l'État et de l'intégrité territoriale de l'Ukraine, le courage et l'altruisme dont il a fait preuve lors de l'organisation de la défense pendant la bataille de Melitopol.
Le 11 mars, il est enlevé par l'armée russe. Des images de vidéosurveillance montrent des soldats russes embarquer le maire, un sac noir sur la tête,. Le motif de l'arrestation est un prétendu financement du « parti radical ukrainien ». Lors de son premier interrogatoire, les soldats russes justifient l'invasion pour trois raisons : « sauver » la langue russe, « libérer » l'Ukraine des nationalistes et protéger les vétérans de la Seconde Guerre mondiale.
Après une première tentative avortée, il est libéré le 16 mars contre neuf soldats russes à l'occasion d'un échange de prisonniers,. À sa libération, il déclare n'avoir subi aucune violence physique,. Entre-temps, l'armée d'occupation a mis à la tête de la ville Galina Danilchenko, dont l'une des premières mesures a été d'autoriser la diffusion de chaînes russes à la télévision.

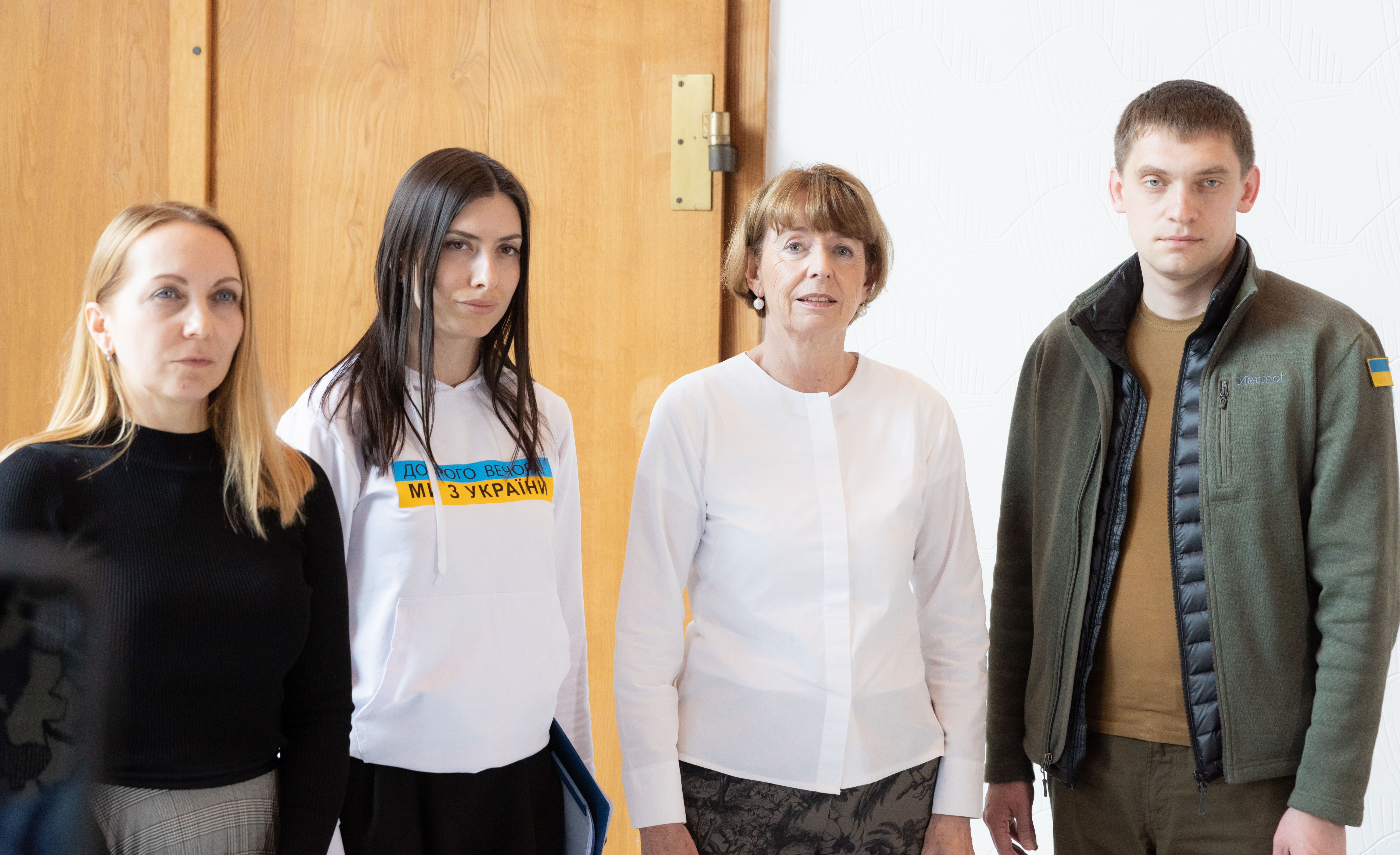
En délégation à Cologne avec Maria Mezentseva, Olena Khomenko, par la Henriette Reker maire de Cologne en avril 2022.